# Суперсила
Суперсила је израз који означава државу која има велики утицај у свету, који је стечен већим економским, технолошким, војним или неким другим развојем од других држава света. Суперсиле су најтуицајније државе међу великим силама.
Термин суперсила први пут је употребљен за време Другог светског рата 1944. године када су у њих сврстане Сједињене Америчке Државе, Уједињено Краљевство и Совјетски Савез, а након распада Совјетског савеза 1991. само су САД биле препознате у свету као суперсила. Неке од данашњих држава имају потенцијала да постану суперсиле, као на пример Кина, Бразил и Русија.